# 蓮華寺 (豊島区)
蓮華寺（れんげじ）は、東京都豊島区にある顕本法華宗の寺院。

## 歴史
元和年間（1615年-1624年）、日賢によって開山された。
元々は江戸下谷に位置していたが、1909年（明治42年）に現在地に移転した。

## 墓所
- 夏目成美（俳人）

江戸時代後期に江戸俳壇で活躍した。小林一茶と親交があり、成美の実家が札差で裕福であったことから、度々一茶を援助している。命日も一茶の命日（文政10年11月19日）のちょうど3年後の文政13年11月19日（新暦：1817年1月6日）である。

## 交通アクセス
- 巣鴨駅より徒歩11分。